# И в горе, и в радости (фильм, 1991)
«И в горе, и в радости» (англ. Married to It) — трагикомедийный фильм 1991 года, снятый режиссёром Артуром Хиллером.
Автором сценария выступил Джанет Ковалсик.
Главные роли исполнили:  Бо Бриджес, Стокард Ченнинг, Роберт Шон Леонард, Мэри Стюарт Мастерсон, Сибилл Шепард и Рон Сильвер. 

## Сюжет
Три совершенно разные и едва знакомые друг с другом семейные пары принадлежат к разным социальным категориям. Дети ходят в одну школу, в которой Нина Бишоп работает психологом. Их объединяет подготовка к школьным праздникам. Вскоре героям предстоит решать сложные жизненные проблемы. Чака Бишопа осудили за финансовые махинации, хотя он считает, что не виновен. Дочь Лео Ротенберга не находит общего языка с мачехой и дело доходит до развода. Вскоре герои они обнаруживают, что общего у них намного больше, чем кажется на первый взгляд. Случайное и практически вынужденное сотрудничество перетекает в крепкую дружбу. В концовке, к постановке школьного мюзикла по мотивам фестиваля в Вудстоке, все трудности счастливо разрешаются.

## В ролях
- Бо Бриджес — Джон Морден
- Стокард Чэннинг — Айрис Морден
- Роберт Шон Леонард — Чак Бишоп
- Мэри Стюарт Мастерсон — Нина Бишоп
- Сибилл Шеперд — Клэр Лорен
- Рон Сильвер — Лео Ротенберг
- Пол Гросс — Джереми Бримфелд
- Дон Франк — Сол Чемберлен
- Донна Вивино — Люси Ротенберг
- Джимми Ши — Марти Морден
- Натаниэль Моро — Кенни Морден
- Дайан Д'Аквила — Мадлен Ротенберг
- Крис Уиггинс — Дэйв
- Джерри Бамман — Артур Эверсон
- Джанет Сирс — миссис Фостер

## Критика
- Роджер Эберт. Married To It Movie Review and Film Summary (1993) Архивная копия от 7 сентября 2012 на Wayback Machine
- Рита Кемпли. ‘Married to It’ (R) Архивная копия от 18 марта 2016 на Wayback Machine
- Kids-In-Mind. Comedy about marriage, divorce and children, concentrating on the lives of three couples from different backgrounds and age groups Архивная копия от 11 июля 2017 на Wayback Machine